# Бирнбаум, Астрид
А́стрид Бирнба́ум (дат. Astrid Birnbaum; род. Видовре) — датская кёрлингистка.
В составе женской сборной Дании участник пяти чемпионатов мира (лучший результат — чемпионы в 1982) и четырёх чемпионатов Европы (лучший результат — бронзовые призёры в 1981). Чемпионка Дании среди женщин и среди смешанных команд.
Играла на позициях второго и третьего.

## Достижения
- Чемпионат мира по кёрлингу среди женщин: золото (1982).
- Чемпионат Европы по кёрлингу: бронза (1981).
- Чемпионат Дании по кёрлингу среди женщин: золото (1979, 1980, 1981, 1982, 1989)[3].
- Чемпионат Дании по кёрлингу среди смешанных команд: золото (1986)[4].

## Команды
| Сезон                                          | Четвёртый          | Третий             | Второй             | Первый             | Турниры                      |
| ---------------------------------------------- | ------------------ | ------------------ | ------------------ | ------------------ | ---------------------------- |
| 1978—79                                        | Ибен Ларсен        | Марианне Йоргенсен | Астрид Бирнбаум    | Хелена Блак        | ЧДЖ 1979                     |
| 1978—79                                        | Ибен Ларсен        | Астрид Бирнбаум    | Марианне Йоргенсен | Хелена Блак        | ЧМ 1979 (7 место)            |
| 1979—80                                        | Марианне Йоргенсен | Астрид Бирнбаум    | Хелена Блак        | Малене Краусе      | ЧДЖ 1980                     |
| 1979—80                                        | Хелена Блак        | Марианне Йоргенсен | Астрид Бирнбаум    | Малене Краусе      | ЧМ 1980 (10 место)           |
| 1980—81                                        | Хелена Блак        | Марианне Йоргенсен | Астрид Бирнбаум    | Малене Краусе      | ЧЕ 1980 (5 место)            |
| 1980—81                                        | Марианне Йоргенсен | Астрид Бирнбаум    | Хелена Блак        | Малене Краусе      | ЧДЖ 1981                     |
| 1980—81                                        | Хелена Блак        | Марианне Йоргенсен | Астрид Бирнбаум    | Малене Краусе      | ЧМ 1981 (5 место)            |
| 1981—82                                        | Хелена Блак        | Марианне Йоргенсен | Астрид Бирнбаум    | Малене Краусе      | ЧЕ 1981                      |
| 1981—82                                        | Марианне Йоргенсен | Астрид Бирнбаум    | Хелена Блак        | Малене Краусе      | ЧДЖ 1982                     |
| 1981—82                                        | Хелена Блак        | Марианне Йоргенсен | Астрид Бирнбаум    | Йетте Ольсен       | ЧМ 1982                      |
| 1987—88                                        | Марианне Квист     | Лене Бидструп      | Астрид Бирнбаум    | Лиллиан Фрёлинг    | ЧЕ 1987 (9 место)            |
| 1988—89                                        | Марианне Квист     | Лене Бидструп      | Астрид Бирнбаум    | Linda Laursen      | ЧЕ 1988 (4 место)            |
| 1988—89                                        | Марианне Квист     | Лене Бидструп      | Астрид Бирнбаум    | Лиллиан Фрёлинг    | ЧДЖ 1989 · ЧМ 1989 (8 место) |
| Кёрлинг среди смешанных команд (mixed curling) |                    |                    |                    |                    |                              |
| 1985—86                                        | John Kjærulff      | Астрид Бирнбаум    | Стин Хансен        | Лоне Кристофферсен | ЧДСК 1986                    |

(скипы выделены полужирным шрифтом)